# لا تفصح، بل أبد
لا تُفصح، بل أبدِ. أو الإبداء لا الإفصاح، هي عبارة تشير إلى تقنية أدبية وقاعدة تُوظّف عادةً في شتى أشكال النصوص لتمكين القارئ أو المُتلّقي من خوض التجربة القصصية من خلال: الأحداث، والألفاظ، والأفكار، والحواس، والمشاعر، بدلًا من: التصريح المباشر، والتلخيص، والتوصيف. ليس الهدف من ذلك إغراق القارئ بالنعوت المُتكلّفة، بل إعطاءه مساحة تأويلية ليتمكن من تفسير دقائق التفاصيل في النص بنفسه. تنطبق القاعدة نفسها على النصوص التي ليست من وحي الخيال Nonfiction كالرسائل والمقالات والخطب، وشتى أنواع النصوص التي من وحي الخيال Fiction بما في ذلك الشعر -التصويري منه خاصةً- والروايات والأفلام والمسرحيات.

غالبًا ما تُنسب هذه القاعدة للمؤلف الروسي أنطون تشيخوف، إذ اشتهر بمقولته: «لا تقل لي إنّ القمر منير، بل أرِني وميض النور على شظايا الزُجاج». والواقعُ أنّ المقولة مشكوكٌ في نسبتها، غير أن فكرتها الجوهرية مأخوذة من رسالته لأخيه إذ يقول فيها: «في وصف الطبيعة على المرء تحرّي دقائق الأمور، ولملمتها على نحوٍ يجعل القارئ إذا أغمض عينيه أن يتصوّرها ماثلةً أمامه. مثلًا، ستحصل على ليلة مُقمرة لو قلت أنّ شظيّة زجاجية من قنينة مكسورة تومض كنجمِ ساطعٍ أعلى السدّ، وأنّ كلبًا مرّ ظلّه خاطفًا كالكرة.»

## أمثلة

### إرنست همنغوي
كان الروائي إرنست همنغوي الحائز على جائزة نوبل للآداب من أبرز مناصري هذه القاعدة في الكتابة. نظريته المُسماة بنظرية الجبل الجليدي كانت نتيجة عمله كمراسل صحفي. ومُصطلح الجبل الجليدي نفسه يعود أصلًا لأطروحته: موتٌ في الظهيرة.
«إذا ما علم كاتب النثر كفايةً عمّا يكتب، حُقّ له الامتناع عن ذكر أشياء يعلمها فيخفيها. وإن كان ما كتبه كافيًا حقًا، فالقارئ بفطنته سيستشعر ويفهم ما خفي عنه كما لو أن الكاتب أفصح عن تلك الأشياء صراحةً. يتحرّك الجبل الجليدي بجلال؛ وسبب ذلك أنّ ثُمنه فقط ظاهرٌ على سطح الماء.»

تعتمد الكتابة الإبداعية عمومًا على التوظيف الفني لأدواتٍ شتى (كالاستدلال، والمجاز، واللغة المبهمة، والراوي غير الموثوق). هذه الأدوات تُكافئ القارئ النبيه الذي يُقدّر المعنى الضمني للنص ويستقرئ ما تركه المؤلف دون إفصاح. الجلال الذي يتحدث عنه همنغوي يشير إلى نوعٍ من الاحترام الموجه للقارئ الذي يتوجب الوثوق به حتى يستشعر معنى حدثٍ ما، دون الحاجة للإفصاح عن القصد منه ومعناه مباشرةً.
[بحث أصيل]

### تشاك بالانيك
في مقالٍ صدر عام 2013 للروائي تشاك بالانيك، أوصى بالامتناع عن استخدام ما سمّاه «أفعال المناجاة» من قبيل: (فكّرَ، علِمَ، فهِمَ، أدركَ، اعتقدَ، رغبَ، تذكّرَ، تصوّرَ...) وآثر توظيف الأوصاف المحسوسة، من رائحة وطعم وصوت وشعور وحدث.

### جيمس سكوت بِل
الإبداء لا الإفصاح تقنيةٌ لا يجب تطبيقها في كلّ حدث من القصة. وفقًا لجيمس سكوت بيل: «أحيانًا يُفصح الكاتب على سبيل الإيجاز؛ لينتقل بسرعة إلى الجزء الأهم من القصة أو المشهد. الإبداء في جوهره يعنى بإفعام المشاهد بالحيوية وإبرازها. لو حاولت تطبيقه باستمرار ستفقد تلك المشاهد بروزها وحيويتها، ولحظتها سيُنهك القراء.» يتطلب الإبداء كمًا أكبر من الكلمات، بينما يميل الإفصاح إلى الإيجاز. الرواية التي تُوظّف الإبداء وحده ستكون مُفرطة الطول، وعليه فالخطاب القصصي يجوز فيه الإفصاح من غير إفراط.

### أورسن سكوت كارد
على المشاهد المُهمّة في القصة أن تُعطى بُعدًا دراميًا من خلال الإبداء، لكن أحيانًا يُمكن الإفصاح عما بين مشهدٍ ومشهد ليتنسى للقصة أن تتقدم. وفقًا لأورسن سكوت كارد وأخرين، «الإبداء» يستهلك كثيرًا من الوقت، لذا يجب استخدامه في المشاهد الدرامية المهمة فقط. الغاية أن نوازن بين الإبداء "showing" والإفصاح "telling"، بين تلخيص القصة وتفصيل الحدث. عوامل كالإيقاع والوتيرة والطابع توضع في الحسبان كذلك.